# Atikamekw
Atikamekw (Bikova glava; Attikamek, Attikamekw, Attimewk, Attikamègues ['ljudje bele ribe']; Tête-de-Boule, Round-heads, Round Heads, Big-heads, Bullheads) je indijansko pleme iz družine Algonquian z zgornjega toka reke St. Maurice, severno od Montreala. Pleme je sredi 17. stoletja (po enem viru) štelo med 500 in 550 pripadnikov, leta 1850 pa jih je bilo okoli 150 razpršenih na več kot 7000 km², razdeljenih na dve skupini, Kikendatch (Kikendash, Kikenitak) in Weymontachie. Tretja skupina, znana kot Manouane, je nastala šele med letoma 1865 in 1875 kot veja Indijancev Weymontachie. Atikamekw so bili v preteklosti veja Montagnaisov, ki so ime dobili po vrsti rib ('bela riba'), od katere so, kot pravi Eva Lips, 'izključno živeli'.

## Kultura
Atikamekw so imeli malo stikov z Evropejci in nikakršnih oboroženih spopadov. Edino zlo, ki jih je posredno prizadelo od belcev, so bile črne koze, ki so jih dobili prek Indijancev Montagnais. Epidemije črnih koz v 17. stoletju so jih skoraj uničile. V 18. stoletju je prišlo do vojne zaradi trgovine s krznom med Montagnaisi in Irokezi, v katero so bili vpleteni. Območje, bogato z gozdovi, je v 19. stoletju privabilo lesno industrijo, zato so Indijanci izgubili dele svoje zemlje. V 20. stoletju so bila njihova naselja poplavljena zaradi gradnje jezov in hidroelektrarn, prišlo je tudi do zastrupitve rek z živim srebrom. Ti Indijanci so kljub vsemu ostali v svojih hladnih gozdovih in so do danes ohranili svoj jezik in svojo 'primitivno' kulturo.

## Jezik
Jezik Attikamekw ali Tête-de-Boule pripada družini Algonquian, mnogi avtorji, med njimi tudi Eva Lips, jih imajo za vejo Montagnaisov. Čeprav etnologi trdijo eno, jezikoslovci menijo, da uporabljajo narečje jezika Indijancev Cree. Poleg svojega jezika se mlajši ljudje danes vse bolj poslužujejo tudi francoščine kot drugega jezika.

## Zgodovina
Ko so Francozi prišli v regijo, so Atikamekw postajali vse bolj odvisni od francoskega blaga in trgovskega blaga v trgovini s krznom v Severni Ameriki. Na splošno so veljali za miroljubno ljudstvo, ki si je delilo regijo z Innu (Montagnais in Naskapi) na vzhodu, James Bay Cree na severu ter Algonkin na jugovzhodu in zahodu. Vendar so imeli konflikte z Mohawk, ki so se še zaostrili zaradi rivalstva za vire in krzno, ter z Inuiti na severu, proti katerim so se borili skupaj z Innu.
Atikamekw so bili skupaj s svojimi tradicionalnimi zavezniki, Innu in Maliseet, s strani Francozov vpleteni v trgovinske vojne proti Irokeški ligi in Mikmak. Med bobrovimi vojnami (1640–1701) so Irokezi vedno znova vdirali na njihova ozemlja in ugrabljali ženske in bojevnike v suženjstvo ter plenili njihova lovišča v iskanju več krzna. Poleg tega je med Atikamekw izbruhnila uničujoča epidemija črnih koz (1670–1680), ki so jo prinesli njihovi zavezniki, Innu. Ker so Irokezi te spopade vodili z doslej neznano brutalnostjo, so Irokezi pobili veliko oslabljenih preživelih, tako da je le malo Atikamekw preživelo epidemije in vojne.
Sredi 17. stoletja so Atikamekw ocenjevali na približno 500 do 550 ljudi, do leta 1850 pa je bilo le še približno 150 članov plemena, ki so se razpršeno gibali po površini več kot 7.000 km² (od nekdanjih 80.000 km²). Preživeli so bili organizirani v dveh velikih regionalnih skupinah (bandah), Kikendatch Band in Weymontachie (Wemotaci) Band. Kasneje (med 1865 in 1875) se je pridružila še tretja skupina – Manouane (Manawan) Band – ki je bila prvotno odcepljena skupina Weymontachie. Današnje Atikamekw so neposredni potomci teh takrat nastalih skupin. Posamezne skupine Atikamekw so v 19. stoletju oblikovale ohlapno in prilagodljivo zavezništvo s sosednjimi avtohtonimi skupinami pod vodstvom Velikega poglavarskega sveta (Kice Okimaw). Temu zavezništvu so pripadali tudi Ilnuatsh du Pekuami (Innu ob plitvem jezeru, tj. Lac Saint-Jean) na vzhodu, Waswanipi in Mistissini Cree (Vzhodni) James Bay Cree na severu in severovzhodu ter Algonkin na zahodu; skupine so se večkrat srečale, da bi rešile ozemeljske spore in si medsebojno pomagale. Od leta 1880 je to zavezništvo oblikovalo skupno fronto v boju proti vedno večjemu prodiranju Evropejcev (Kawapasit – 'Beli ljudje') na avtohtono zemljo; leta 1881 so poglavarji takrat štirih skupin Atikamekw uporabili Kice Okimaw, da bi zvezno vlado prosili za ustanovitev rezervatov za njihovo izključno uporabo (in s tem zaščitili del zemlje pred dostopom belcev). Za štiri skupine (Kikendatch Band, Weymontachie (Wemotaci) Band, Manouane (Manawan) Band in Kokokac Band) so bili ustanovljeni samostojni rezervati.
Med francosko kolonizacijo je bil Atikamekwom vsiljen francoski jezik, medtem ko so se njihovi algonkinski sorodniki, Innu, morali naučiti angleškega jezika. Zaradi tega je bila komunikacija med sosednjimi skupinami sčasoma močno otežena.

## Attikamekw danes
Danes imajo Attikamekw status samostojnega plemena, ki se deli na tri skupine in sicer: 
- Opitciwan,
- Weymontachie in
- Manouane.

Leta 1992 jih je bilo skupaj več kot 4.400. Skupina Opitchiwan danes živi na 'Reserve d'Obedjiwan' (uradno 'Obedjiwan First Nation') v Quebecu, drugi dve skupini pa v naseljih Weymontachie ('Weymontachie First Nation') in Manawan ('Manawan First Nation'), prav tako v Quebecu.